# Bachtäler im Falkensteiner Vorwald
Bachtäler im Falkensteiner Vorwald este o arie protejată (arie specială de conservare — SAC, sit de importanță comunitară — SCI) din Germania întinsă pe o suprafață de 1.382,86 ha, integral pe uscat.

## Localizare
Centrul sitului Bachtäler im Falkensteiner Vorwald este situat la coordonatele 49°02′55″N 12°19′32″E / 49.0486°N 12.3256°E.

## Înființare
Situl Bachtäler im Falkensteiner Vorwald a fost declarat sit de importanță comunitară în martie 2001 pentru a proteja 5 specii de animale. Situl a fost protejat și ca arie specială de conservare în aprilie 2016.

## Biodiversitate
Situată în ecoregiunea continentală, aria protejată conține 6 habitate naturale: Cursuri de apă de la nivel de câmpie la nivel montan, cu vegetație Ranunculion fluitantis și Callitricho-Batrachion, Liziere de ierburi înalte hidrofile de câmpie și de nivel montan până la alpin, Fânețe de joasă altitudine (Alopecurus pratensis, Sanguisorba officinalis), Păduri de fag Luzulo-Fagetum, Păduri pe pante, grohotișuri și ravene de Tilio-Acerion, Păduri aluvionare cu Alnus glutinosa și Fraxinus excelsior (Alno-Padion, Alnion incanae, Salicion albae).
La baza desemnării sitului se află mai multe specii protejate:
- amfibieni (1): izvoraș-cu-burta-galbenă (Bombina variegata)
- nevertebrate (4): Austropotamobius torrentium, phengaris nausithous (Maculinea nausithous), Maculinea teleius, Margaritifera margaritifera

Pe lângă speciile protejate, pe teritoriul sitului au mai fost identificate 1 specie de mamifere.